# 君が欲しい 全部欲しい
「君が欲しい 全部欲しい」（きみがほしいぜんぶほしい）は、MANISHの4枚目のシングル。

## 解説
- 1stアルバム「Manish」発売後、初の作品。
- 表題曲は前作に引き続き大黒摩季が作詞、前々作以来の織田哲郎が作曲を担当。
- TBS系「COUNT DOWN TV」の初代オープニングテーマ。
- オリコンチャートでは最高位14位で、デビュー以来初めてのTOP20入りを果たした。

## 収録曲
1. 君が欲しい 全部欲しい
作詞：大黒摩季　作曲：織田哲郎　編曲：明石昌夫
2. Love Me All The Time
作詞：井上留美子　作曲：西本麻里　編曲：明石昌夫
3. 君が欲しい 全部欲しい(inst.)

## 参加ミュージシャン
- 大黒摩季 - コーラス